# Clarins
Clarins mit Sitz in Neuilly-sur-Seine bei Paris ist in Familienhand befindliche französische Kosmetik-Firma, die Hautpflege, Make-up und Parfüm herstellt.

## Gründung und Geschichte
Das Familienunternehmen wurde 1954 von dem Medizinstudenten Jacques Courtin-Clarins in Paris gegründet und war 1980 die Nummer 1 im Bereich der Pflegeprodukte in Frankreich. Das Unternehmen steht für Produkte von hoher Qualität, die ausschließlich auf Pflanzenextrakten basieren.
1974 trat der Sohn des Firmengründers, Christian Courtin-Clarins in die Firma ein und wurde Exportleiter der Groupe Clarins, dies war der Beginn der internationalen Expansion. Im Januar 1981 eröffnete die erste Clarins Filiale in den Vereinigten Staaten. Oliver Courtin-Clarins trat 1990 in die Firma ein mit dem Ziel, die Produkte und Institute auf der ganzen Welt weiterzuentwickeln. Schnell wird Clarins auch in Europa zur Nummer 1 für exklusive Schönheitspflege. 1991 lancierte Clarins seine erste Make-up Linie. Im Jahr 2002 brachte das Unternehmen die erste Pflegelinie für Männer auf den Markt. 2008 brachte Clarins erstmals Bio-Kosmetik unter dem Namen KIBIO auf den Markt, an der sie seit 2010 mit 100 % beteiligt ist.
Heute besteht die Clarins Group aus 19 Vertriebstochtergesellschaften in 150 Ländern und beschäftigt rund 6.000 Mitarbeiter.
Virginie Courtin-Clarins, Claire Courtin-Clarins, Prisca Courtin-Clarins, und Jenna Courtin-Clarins fungieren als Markenbotschafter.
Clarins war von 1984 bis 2008 an der Pariser Börse notiert, die Gründerfamilie hielt jedoch weiterhin die Mehrheit; 2008 entschloss sich die Familie Courtin-Clarins, das Unternehmen mittels eines freiwilligen Übernahmeangebots von der Börse zu nehmen.

## Firmenportfolio
Das Markenportfolio umfasst Clarins Clarins und My Blend. Eine Hautpflegeserie für Männer (ClarinsMen) wurde ebenfalls im Jahr 2002 ins Leben gerufen. 2008 wurden weitere Lizenz- und Partnerschaftsvereinbarungen mit Porsche Design, David Yurman und D. Swarovski vereinbart. Alle Parfüm-Marken der Clarins Gruppe werden unter der Clarins Fragrance Group zusammengefasst.

## Arthritis Foundation Courtin
1989 eröffnete Jacques Courtin-Clarins das Polyarthritis Forschungszentrum (ARP) um nach Ursachen von Gelenkerkrankungen wie Rheuma zu forschen. Im Jahr 2006 übernahm sein Sohn Oliver Courtin-Clarins die Leitung und gründet die Stiftung Arthritis Foundation Courtin. Sie fördert die Forschung für Heilmittel gegen Rheumatismus und Polyarthritis.